# Barrea
Barrea är en ort och kommun i provinsen L'Aquila i regionen Abruzzo i Italien. Kommunen hade 711 invånare (2018).